# Сурасундари
Сурасундари (англ. Surasundari, непал. सुरसुन्दरी) — в индийской архитектуре и искусстве молодая женщина, символизирующая красоту, изящество и чувственность. Её характерными чертами являются выраженные формы женского тела, — грудь, бёдра, зауженная талия, округлые черты лица с пухлыми губами и широкими глазами, — а также украшения, ручные и ножные браслеты, серёжки и ожерелья. Сурасундари одета в традиционную индийскую одежду, прозрачный дхоти, частично закрывающая нижнюю часть тела, а также пояс с драгоценными камнями. В ряде композиций Сурасундари может быть представлена без одежды, например, в сценках в Кхаджурахо.
Название образа происходит от слов «сура» (небо) и «сундари» (красота), то есть «небесная красота» или «небесная красавица». Сурасундари также называют Рамбха (Rambha), Девангана (Devangana) или Маданика (Madanika). В Пуранах именем Сурасундари названа дочь бога воды Варуны и Сунадеви.

## Происхождение образа
Впервые образ небесной красавицы появляется при оформлении архитектурных памятников буддизма и джайнизма с II века до нашей эры. Образ символизировал одновременно привлекательность и непостоянство земной красоты. Буддийский поэт Ашвагхоша, живший в I—II веках нашей эры в Северной Индии, описывает историю «Саундарананда» («О Нанде и Сундари») в преломлении буддистских догм. В её основе лежит сюжет — печаль сводного брата Будды Нанды, разлученного с возлюбленной. Будда убеждает его в том, что избранница так же безобразна в сравнении с небесными апсарами, как обезьяна в сравнении с ней. Затем, когда Нанда желает уже апсару, ученик Будды Ананда наставляет его в том, что удовольствия даже с небесными женщинами является таким же тленом, как и с земными. Нанда усердно предается созерцательной практике и становится архатом.
В буддийских и джайнских архитектурных памятниках фигурируют чувственные образы Сурасундари в форме скульптур и барельефов. В Бархуте, Санчи, Бодх-Гае, Матхуре и других местах паломничества изображены чувственные женские фигуры в форме якши, Салабанджики и природных духов. По мере вытеснения буддизма индуизмом образ Сурасундари был унаследован в традиции индуистских храмов. Сурасундари стала неотъемлемой частью архитектуры индийских храмов в начале IX века. В «Шилпа-Пракаша» (Shilpa-Prakasha), тантрическом трактате об архитектуре, датируемом IX веком, заявляется о необходимости украшения храмов образами Сурасундари: «Как дом без жены, как утехи без женщины, так и без Сурасундари, монумент будет малоценным и не принесет плода». В тексте «Кширнарна» (Kshirarnava), датируемом XV веком, утверждается, что Сурасундари должна украшать стены храма, при этом её  взгляд должен быть устремлен вниз для того, чтобы она казалась скромной.

Музейные коллекции образов Сурасундари
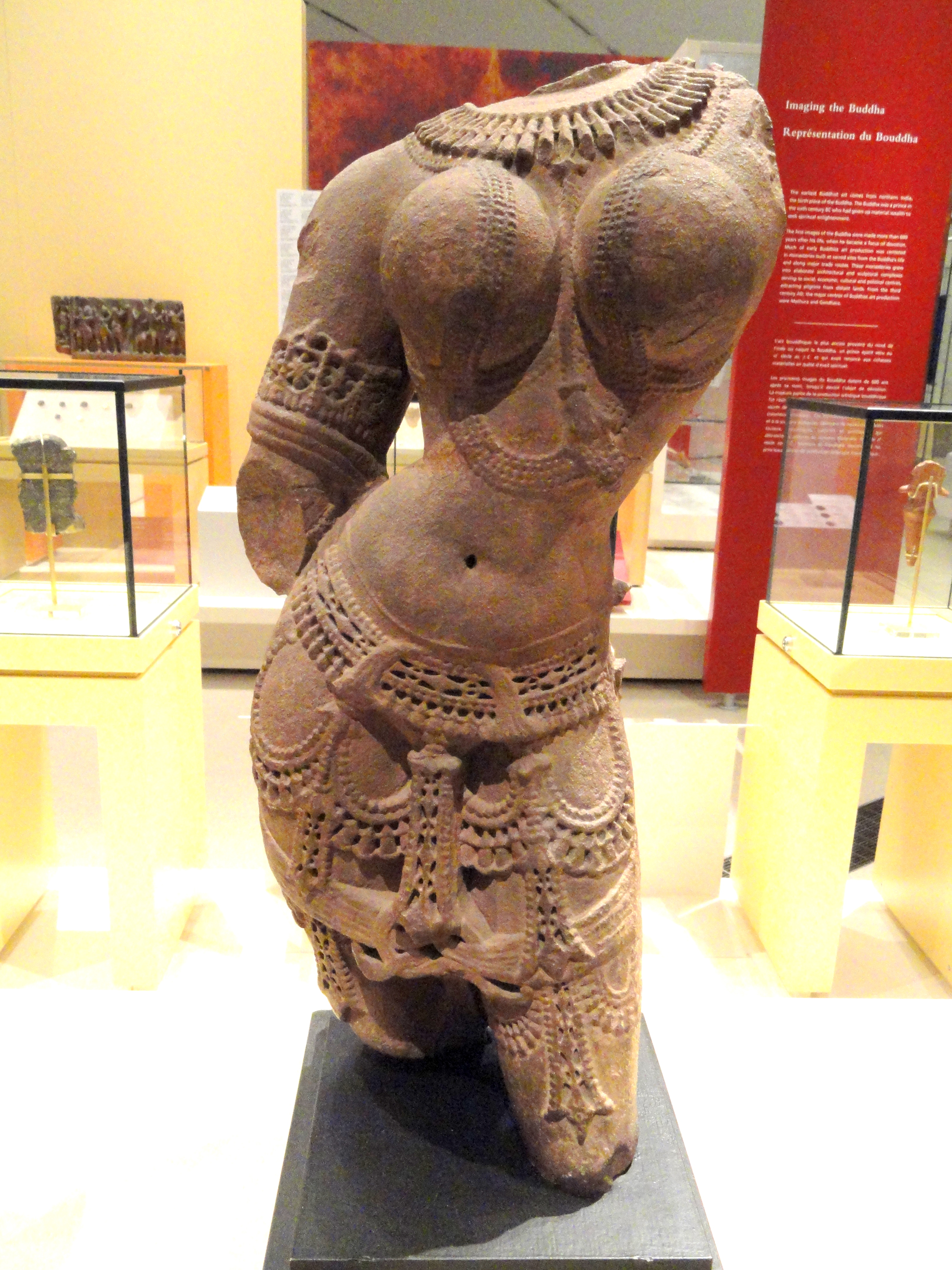
Часть скульптуры Сурасундари. X век, период Чандела, Королевский музей Онтарио (Канада)
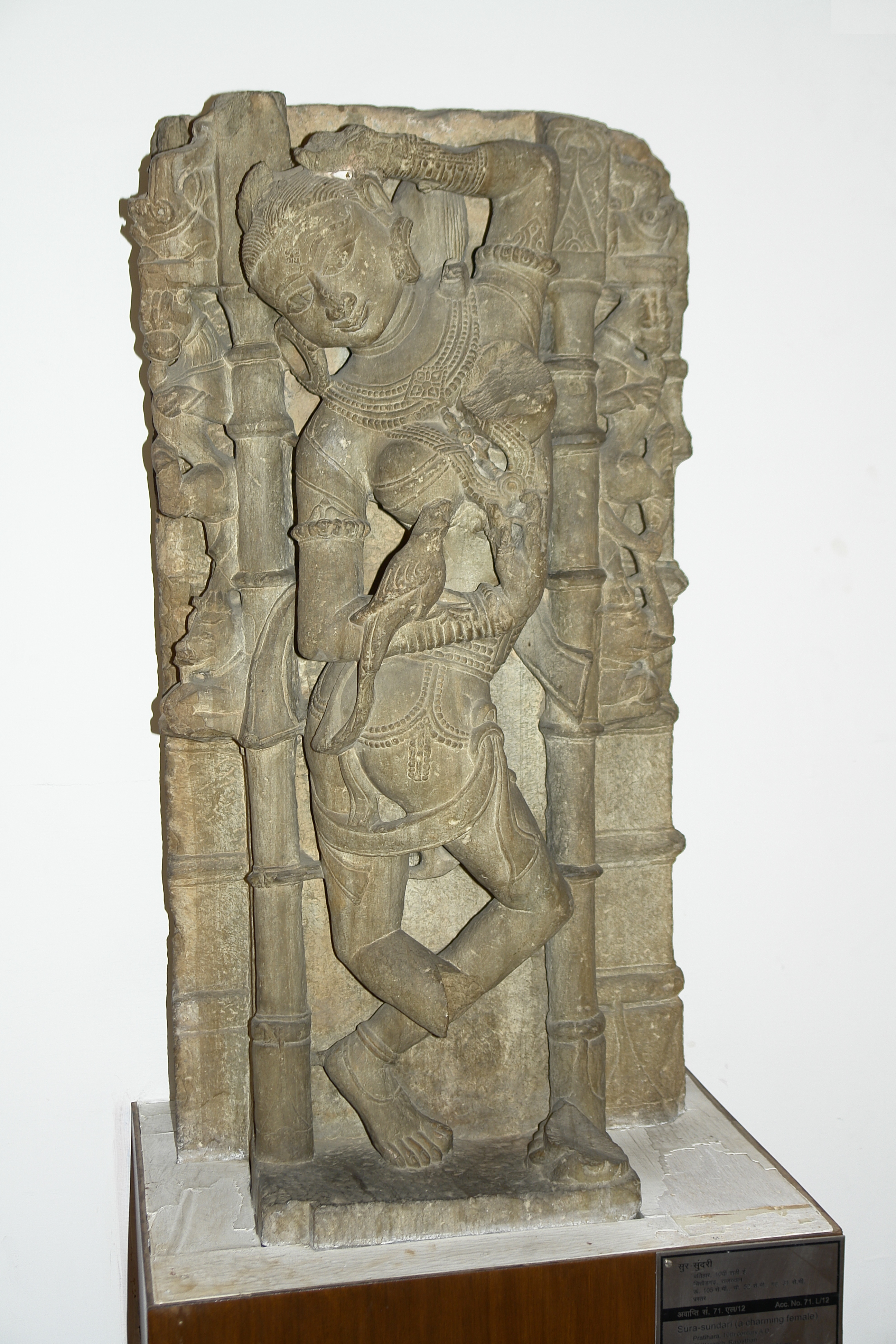
Барельеф Сурасундари с попугаем. X век, Раджастан. Национальный музей Индии (Дели)
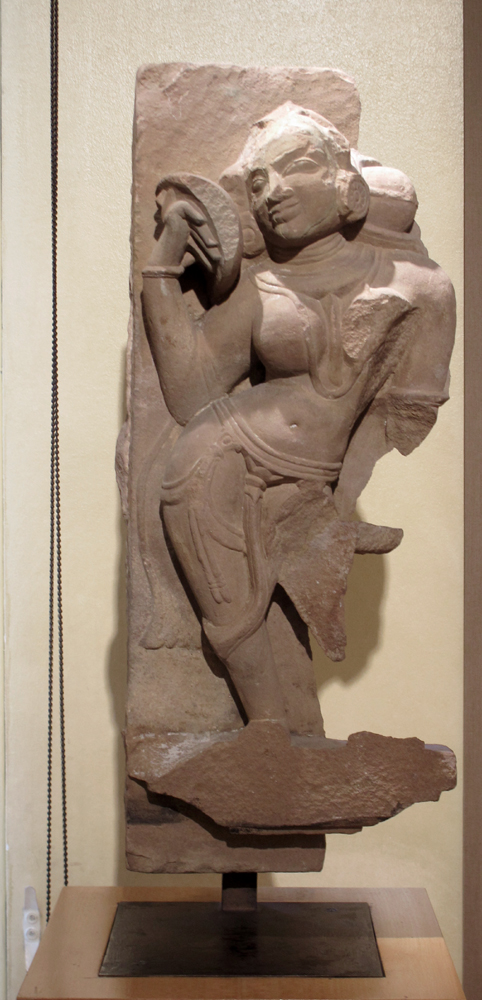
Сурасундари с зеркалом. X-XI век, Кхаджурахо. Музей Жоржа Лабита (Тулуза).
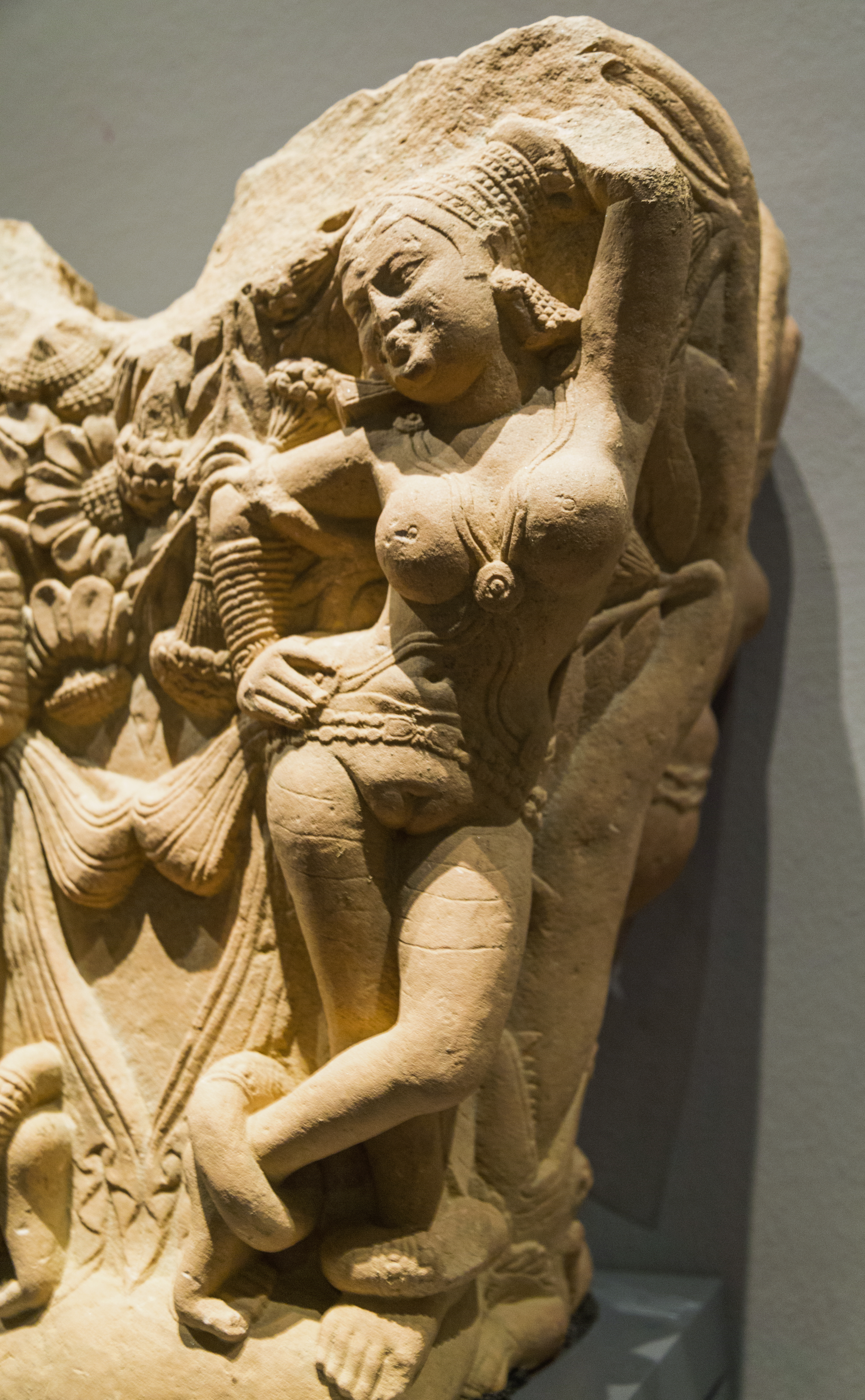
Раннее изображение Сурасундари. Северо-западная Индия, II век Кушанское царство. Музей азиатских цивилизаций (Сингапур).

## Классификация Сурасундари
В храмовых скульптурах и барельефах Сурасундари изображается как спутница или служительница богов и богинь. Исходя из типовых образов Сурасундари можно выделить её несколько вариаций.
| Имя           | Значение образа           | Имя (eng.)    |
| ------------- | ------------------------- | ------------- |
| Алясьяканья   | Ленивая                   | Alasyakanya   |
| Даламалика    | Держащая ветку            | Dalamalika    |
| Дарпани       | Держащая зеркало          | Darpani       |
| Кетакибхарана | Держащая цветок кетаки    | Ketakibharana |
| Мардала       | Барабанщица               | Mardala       |
| Матрика       | Мать маленького ребенка   | Matrika       |
| Нартаки       | Танцовщица                | Nartaki       |
| Нупурападика  | Одевающая ножные браслеты | Nupurapadika  |
| Падмаганда    | Пахнущая лотосом          | Padmagandha   |
| Торана        | Отворяющая дверь          | Torana        |
| Чамари        | Держащая опахало чамара   | Chamari       |
| Шубхагамини   | Удаляющая занозу          | Shubhagamini  |
| Шукасарика    | Играющая с попугаем       | Shukasarika   |

В некоторых объяснениях Сурасундари приравнивают к танцевальной апсаре, а также к Салабанджике или древесной нимфе.

## Символическое значение
Сурасундари воплощает и представляет собой то, считается красивым и привлекательным. Украшение фасадов храмов образами Сурасундари объясняется индологами, в частности доктором философии Хизер Элгуд с кафедры истории искусства и археологии Школы восточных и африканских исследований Университета Лондона, в нескольких значениях. Духовная интерпретация заключается в том, что Сурасундари представляет собой шакти (женскую энергию) и рассматривается как символ процветания и благополучия. В светской интерпретации образ Сурасундари олицетворяет процветание правителя, построившего храм и покровительствовавшего ему.